# Ectropothecium apertum
Ectropothecium apertum là một loài Rêu trong họ Hypnaceae. Loài này được (Sull.) Broth. mô tả khoa học đầu tiên năm 1904.